# 29514 Karatsu
29514 Karatsu este un asteroid din centura principală de asteroizi.

## Descriere
29514 Karatsu este un asteroid din centura principală de asteroizi. A fost descoperit pe 25 decembrie 1997 la Chichibu de Naoto Satō. Asteroidul prezintă o orbită caracterizată de o semiaxă mare de 2,94 ua, o excentricitate de 0,16 și o înclinație de 15,3° în raport cu ecliptica.